# 贝里·约翰逊
贝里·约翰逊（英語：Berry Johnson，1906年3月6日—1985年8月28日），新西兰男子赛艇运动员。他曾代表新西兰参加1930年大英帝国运动会赛艇比赛，获得男子四人单桨无舵手铜牌。